# Китеишвили, Отар
Ота́р Китеишви́ли (груз. ოთარ კიტეიშვილი; 26 марта 1996, Рустави, Грузия) — грузинский футболист, полузащитник австрийского клуба «Штурм» и национальной сборной Грузии. Участник чемпионата Европы 2024.

## Клубная карьера
Отар Китеишвили воспитанник тбилисском клуба «Динамо», но в состав тогдашних чемпионов Грузии попасть было очень сложно. Поэтому профессиональная карьера у Отара началась с аренды в «Металлург» (Рустави). Проведя в Рустави два сезона, Отар вернулся в Тбилиси. В родном клубе Отар отыграл пять сезонов, забил 17 мячей и стал чемпионом, обладателем Кубка и Суперкубка Грузии.
31 июля 2018 года Отар Китеишвили перешёл в австрийский «Штурм».

## Национальная сборная
23 января 2017 года Китеишвили дебютировал в составе национальной сборной Грузии в товарищеском матче с командой Узбекистана. Дебютный гол за сборную забил 9 июня 2022 года в матче третьего тура Лиги наций против Северной Македонии. Встреча состоялась в Скопье на стадионе «Тоше Проески» и завершился со счётом 3:0 в пользу сборной Грузии.

## Статистика

### Сборная
| Национальная сборная | Год   | Игры | Голы |
| -------------------- | ----- | ---- | ---- |
| Грузия               | 2017  | 3    | 0    |
| Грузия               | 2018  | 4    | 0    |
| Грузия               | 2019  | 9    | 0    |
| Грузия               | 2020  | 2    | 0    |
| Грузия               | 2021  | 6    | 0    |
| Грузия               | 2022  | 5    | 1    |
| Грузия               | 2023  | 5    | 1    |
| Грузия               | 2024  | 11   | 1    |
| Грузия               | 2025  | 2    | 2    |
| Всего                | Всего | 47   | 5    |

## Достижения
«Динамо» Тбилиси
- Чемпион Грузии: 2015/16
- Обладатель Кубка Грузии: 2014/15, 2015/16
- Обладатель Суперкубка Грузии: 2015

«Штурм» Грац
- Чемпион Австрии по футболу: 2023/24
- Обладатель Кубка Австрии по футболу: 2022/23, 2023/24